# Karshomyia striatella
Karshomyia striatella är en tvåvingeart som beskrevs av Fedotova och Vasily S. Sidorenko 2004. Karshomyia striatella ingår i släktet Karshomyia och familjen gallmyggor. Inga underarter finns listade i Catalogue of Life.